# Сельское поселение «Посёлок Мятлево»
Се́льское поселе́ние «Посёлок Мятлево» — муниципальное образование в Износковском районе Калужской области Российской Федерации.
Административный центр — посёлок Мятлево.
Общая численность населения более 3 тыс. человек (включая временно проживающих), большое количество зарегистрированных по программе переселения соотечественников, действующей в Калуге и Калужской области, а также по программам привлечения иностранных работников. Общая площадь населенных пунктов — 1160 га, сельхозугодий — 4726 га, территория лесных угодий — 2242 га, территория под садоводческими товариществами — 494 га. Под общую застройку отведено 188 га земель

## История
Сельское поселение «Посёлок Мятлево» образовано 28 декабря 2004 года в соответствии с Законом Калужской области № 7-ОЗ.
11 января 2011 года в соответствии с Законом Калужской области № 105-ОЗ в состав сельского поселения включено упразднённое сельское поселение «Деревня Фотьяново».
В 2015 году образован новый населённый пункт хутор Дубки.

## Население
| 2010  | 2012  | 2013  | 2014  | 2015  | 2016  | 2017  |
| ----- | ----- | ----- | ----- | ----- | ----- | ----- |
| 1627  | ↗1864 | ↘1851 | ↗1874 | ↗1955 | ↗2004 | ↗2084 |
| 2018  | 2019  | 2020  | 2021  |       |       |       |
| ↗2095 | ↗2119 | ↗2200 | ↘2080 |       |       |       |

## Состав сельского поселения
| №  | Населённый пункт | Тип населённого пункта          | Население |
| -- | ---------------- | ------------------------------- | --------- |
| 1  | Айдарово         | деревня                         | ↗9        |
| 2  | Богданово        | деревня                         | ↘11       |
| 3  | Гришино          | деревня                         | ↘18       |
| 4  | Дубки            | хутор                           |           |
| 5  | Запрудная        | деревня                         | ↗49       |
| 6  | Клины            | деревня                         | ↘0        |
| 7  | Кононово         | деревня                         | ↘56       |
| 8  | Мятлево          | посёлок, административный центр | ↗1627     |
| 9  | Пушкино          | деревня                         | ↘23       |
| 10 | Самородка        | деревня                         | →1        |
| 11 | Степанчики       | деревня                         | ↘2        |
| 12 | Фотьяново        | деревня                         | ↗67       |
| 13 | Шестово          | деревня                         | ↘2        |
| 14 | Юдинка           | деревня                         | ↘54       |